# Josef Scheiner

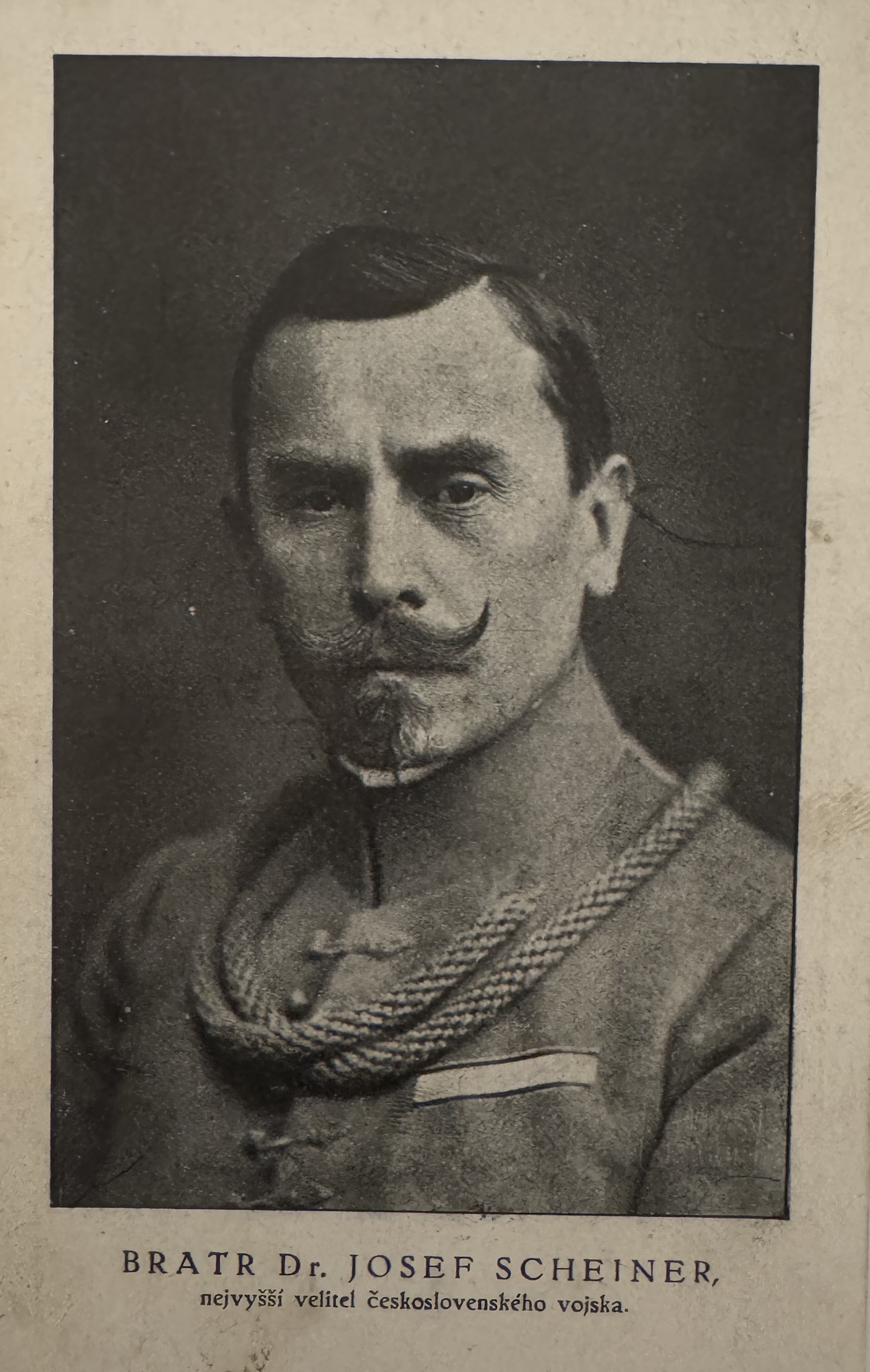
Pohlednice - Dr. Josef Eugen Scheiner - nejvyšší velitel československé armády

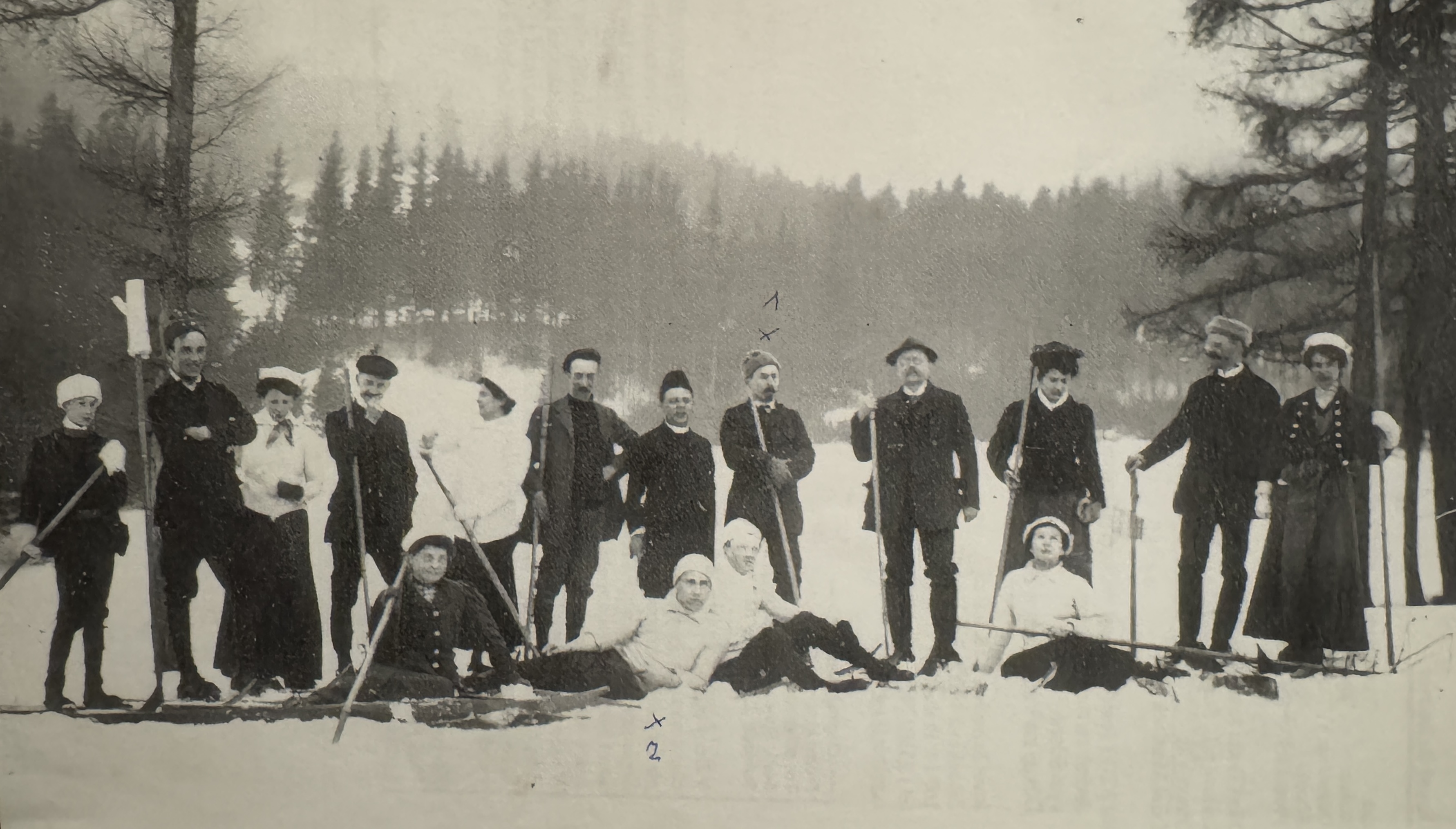
Na fotografii lyžařů je pátý zprava Josef Eugen Scheiner (velitel československé armády) se svým synem Josefem (Južíkem) Scheinerem - druhý zleva ležící na zemi.

Josef Eugen Scheiner (21. září 1861 Benešov – 11. ledna 1932 Praha) byl český právník, tělocvičný a veřejný činitel, nejvyšší velitel československé armády. Od mládí se účastnil sokolského hnutí, zasadil se o jeho sjednocení v Čechách a propojení s podobnými spolky jiných slovanských národů. Roku 1887 se stal redaktorem časopisu Sokol, o dva roky později byl zvolen do předsednictva České obce sokolské, v roce 1906 se stal jejím starostou. Roku 1908 zakládal Svaz slovanského sokolstva a v říjnu 1918 byl jedním z organizátorů vyhlášení samostatnosti Československa. Bezprostředně po 28. říjnu 1918 se zapojil do budování Československé armády, kde byl nejvyšším velitelem čs. vojsk a předseda Výboru národní obrany.  Organizoval všechny předválečné sokolské slety.  Od ledna 1919 do srpna 1919 zastával úřad prvního generálního inspektora ozbrojených sil československé branné moci.  Krátce byl i poslancem Národního shromáždění. V období první republiky byl velmi oceňovaný za přínos k rozvoji Sokola i osamostatnění státu.

## Život
Narodil se 21. září 1861 v Benešově v rodině advokáta. Studoval na benešovském, později pražském gymnáziu a po jeho absolvování vystudoval pražskou právnickou fakultu. Roku 1889 se stal doktorem práv a nastoupil jako advokátní koncipient do kanceláře dr. Čížka a Tondra. V roce 1893 si založil vlastní advokátní kancelář.
Jako sedmnáctiletý vstoupil do pražského Sokola, kde se seznámil s Miroslavem Tyršem. Jejich první setkání zprostředkovala teta Scheinerová, sestra matky Renaty Tyršové (Tyršovy manželky) a zároveň švagrová Scheinerova otce. Scheiner se stal nadšeným Tyršovým následovníkem. Roku 1882 si získal jeho respekt reportáží ze sokolských slavností v Nové Pace a stal se spolupracovníkem časopisu Sokol. Roku 1887 byl jmenován redaktorem.
Aktivně se účastnil činnosti pražského Sokola, mimo jiné i prostřednictvím projevů na shromážděních, které byly publikovány v denním tisku. V souladu s přáním zemřelého Miroslava Tyrše usiloval o spojení všech českých sokolských jednot do jednotné organizace. To se podařilo roku 1889, kdy byla založena Česká obec sokolská a Scheiner byl zvolen do jejího předsednictva. Roku 1906 byl zvolen starostou po odstoupivším Janu Podlipném.
Koncem 19. století byl členem mladočeské strany. Kandidoval za ni například v doplňovacích obecních volbách v Praze roku 1894.
Usiloval o slovanskou vzájemnost. Roku 1908 zakládal Svaz slovanského sokolstva a byl zvolen jeho starostou. Společně s Karlem Kramářem se podílel na pořádání slovanského sjezdu roku 1908 v Praze, 1909 v Petrohradě a 1910 v Sofii. Významnou přehlídkou slovanské vzájemnosti byl i VI. všesokolský slet v Praze roku 1912 (první slet nově vzniklého Svazu Slovanského sokolstva). Po první světové válce prosazoval zejména spolupráci s Jugoslávií a ruským Sokolem v emigraci.
Během války spoluzaložil a byl vedoucím členem v tajném výboru Maffie, která nejvýrazněji vedla domácí protirakouský odboj a podporovala TGM při zahraničních jednáních. Podílel se také na financováno odboje a spolu s dalšími odbojáři (například s Ludvíkem Očenáškem) a dalšími důvěrníky spřádal nevydařený plán, jak jednoho či více odbojářů dostat přes hranice do Švýcar. Následně s Ludvíkem Očenáškem a dr. Aloisem Rašínem vymýšlel plán na získávání informací pomocí připojení telefonické linky mezi Berlínem a Vídní, která vedla kolem Prahy a sloužila pouze státním účelům k zachycování telefonických rozhovorů.
Dne 21. května 1915 byl spolu s Karlem Kramářem zatčen, uvězněn a vyšetřován ve Vídni kvůli protirakouské činnosti a obžalován z velezrady, poté pro nedostatek důkazů propuštěn. I nadále pracoval v odboji, přestože žil pod policejním dohledem. Byl ve spojení se zahraničními kurýry (například Emou Destinnovou nebo Karlem Steigerem). Steiger vyřídil Scheinerovi vzkaz od Masaryka, který žádal, aby se spojili čeští poslanci a až se sejde říšská rada, aby požadovali propuštění zatčených politiků, jinak se nemají zasedání zúčastnit.

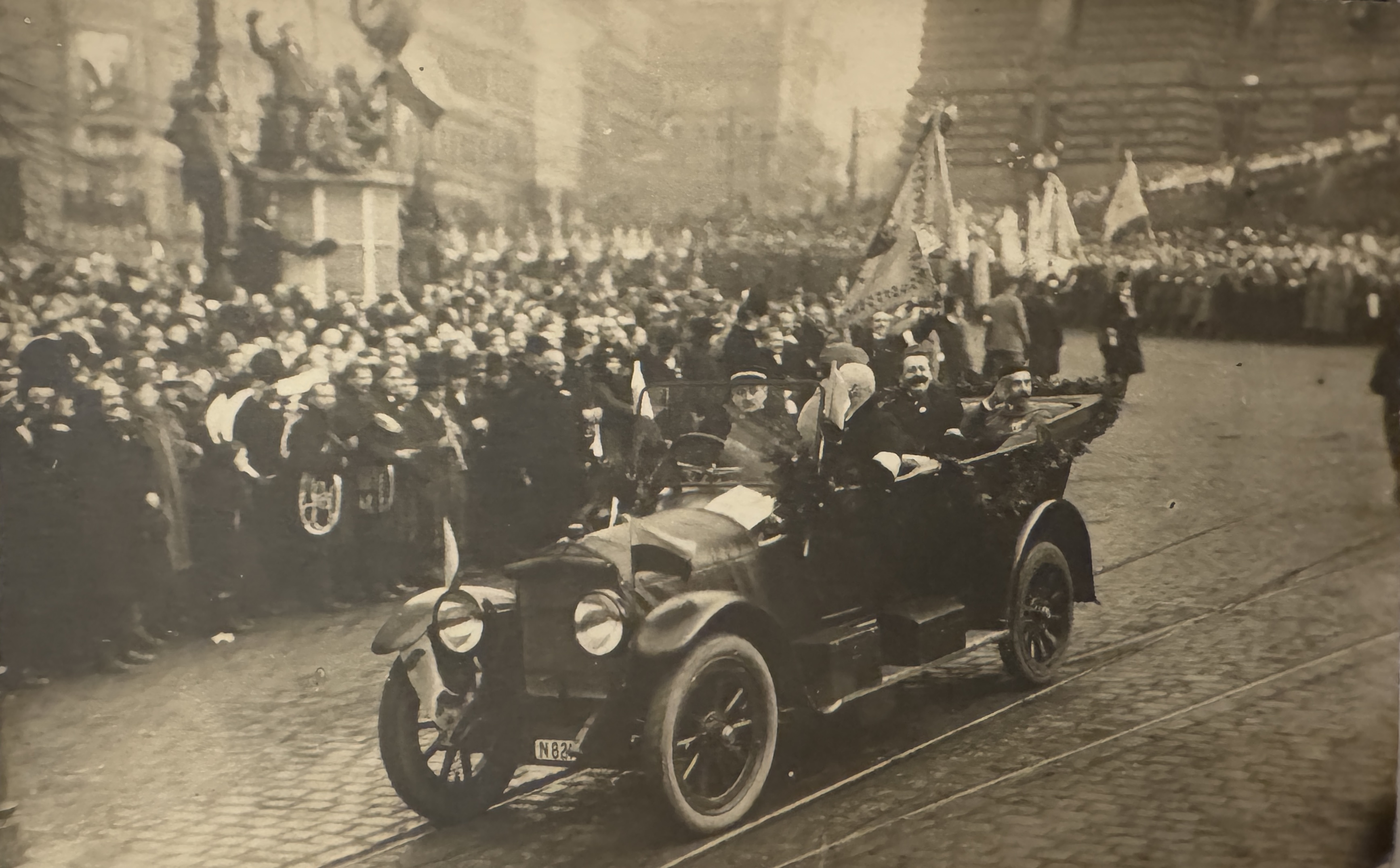
Josef Scheiner ve voze u Národního Muzea

Měl podíl na vzniku Československa a byl jeden z organizátorů vyhlášení samostatnosti Československa. Když došlo v Praze k vyhlášení samostatnosti, vypravil se místodržitel Českého království Max Julius Coudenhove urychleně z Vídně do Prahy, aby udržel celistvost monarchie. Vlastimil Tusar o tom z Vídně informoval Scheinera. Ten se skupinou Sokolů očekával místodržitele na nádraží, společně jej zadrželi a dopravili do jeho bytu, kde zůstal pod jejich dohledem v domácím vězení. Tím mu znemožnili zorganizovat vojenský odpor. Poté začal Scheiner shromažďovat důstojníky, s jejichž pomocí založil první české vojenské velitelství. Stal se nejvyšším správcem československých vojsk a předsedou Výboru národní obrany. Dne 8. listopadu 1918, v den výročí bitvy na Bílé hoře přijal na Staroměstském náměstí první slavnostní přísahu československého vojska. U vojáků si vážil odbornosti, nikoho bezdůvodně nepodezíral z rakouských sympatií. Po vzniku ministerstva národní obrany byl jmenován prvním inspektorem branné moci. Když předsednictvo Národního výboru muselo převzít moc jménem československého státu v den převratu 28. října 1918, aby předešli rozvratu, museli vydat zákon o vzniku československého úřadu, začal dr. Josef Scheiner organizovat vojsko. Organizoval také odeslání prvních vojenských jednotek do války o Slovensko. Úřad zastával ve funkci od ledna 1919 do srpna 1919, poté se vrátil do čela Sokola. Soukromě považoval své sesazení z armádních funkcí za nespravedlivé a byl z něj zklamaný.

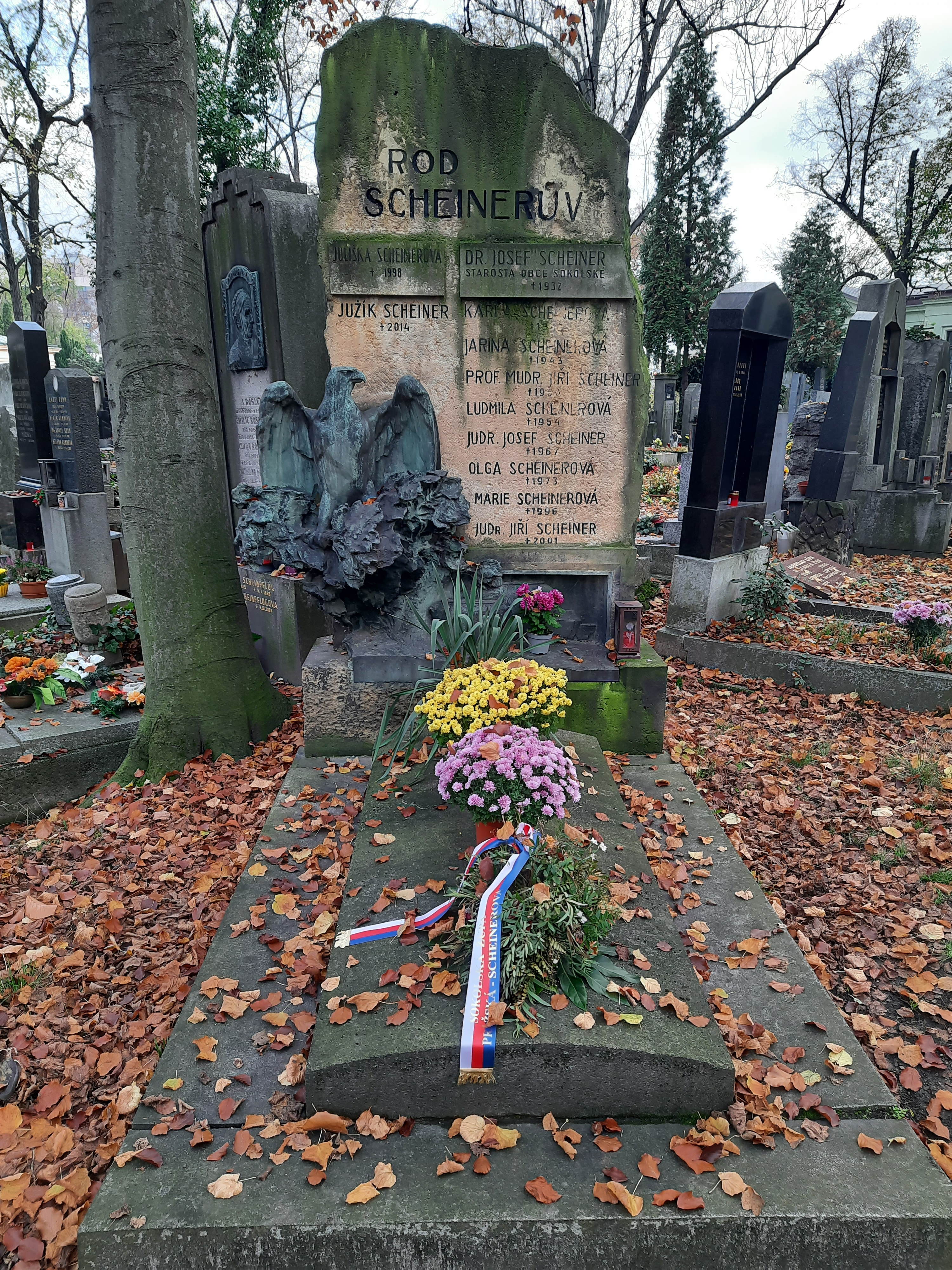
Hrobka rodiny na Olšanských hřbitovech

V letech 1918–1920 byl poslancem Revolučního národního shromáždění Republiky československé za Českou státoprávní demokracii, respektive z ní vzniklou Československou národní demokracii.
Roku 1926 byl zvolen náměstkem starosty Mezinárodní tělocvičné federace. V září 1931 slavil sedmdesáté narozeniny, které se časově shodovaly se 70. výročím příprav k založení Sokola. Z devíti pohraničních žup vyběhli běžci s vlajkami, které štafetově předávali tak, aby řetěz prošel všemi československými regiony, a 20. září odpoledne je v pražském Tyršově domě předali do rukou starosty Scheinera. V tisku se v té souvislosti připomínaly jeho zásluhy o rozvoj sokolského hnutí.

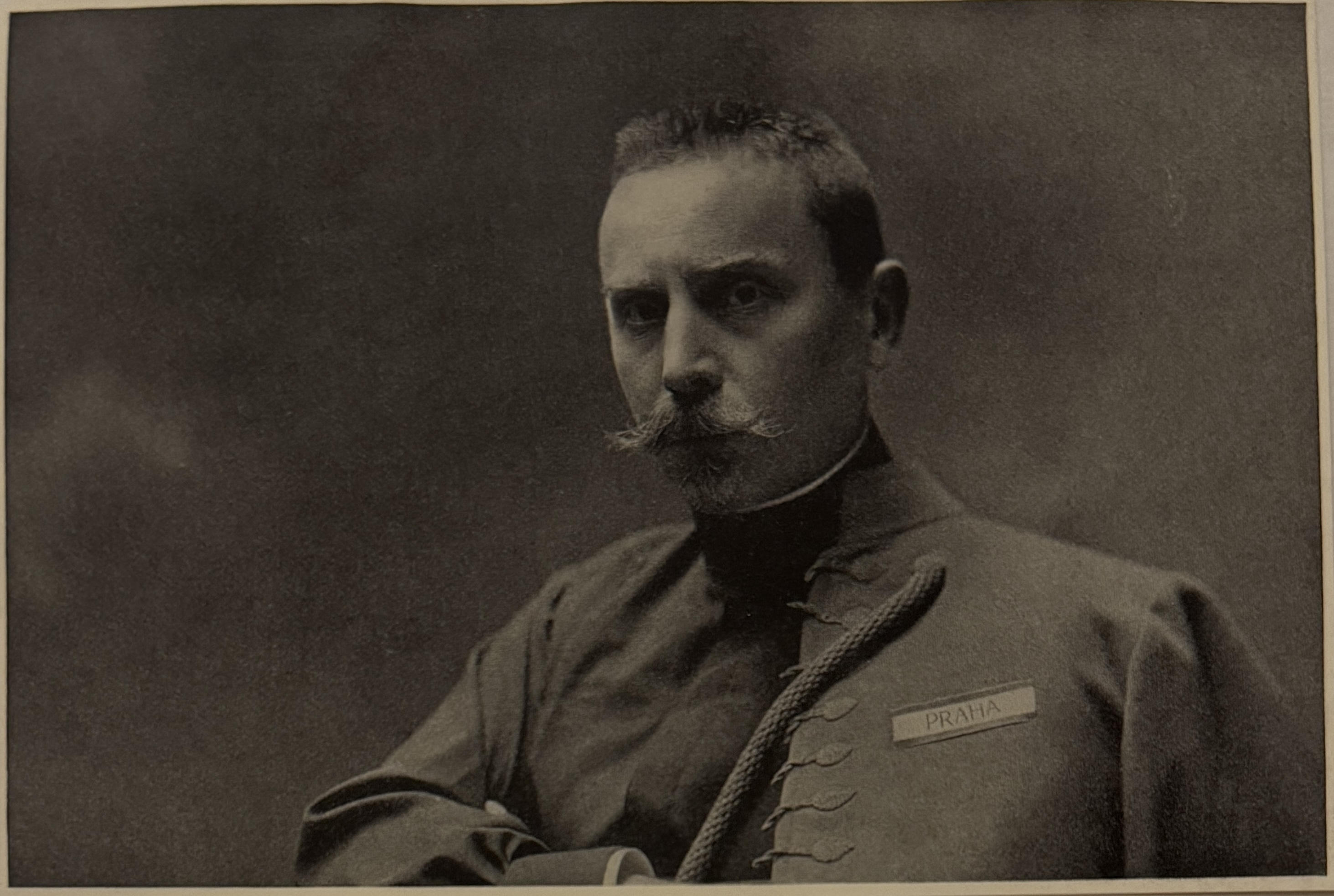
Josef Scheiner portrét

Ve druhé polovině 20. let se začal zhoršovat jeho zdravotní stav. Slabost srdce ho roku 1926 přiměla, aby odjel na dovolenou do Tater. V září 1931 se zapojil do příprav IX. všesokolského sletu, ale kvůli únavě byl nucen se aktivní role vzdát. Před Vánoci téhož roku dostal zápal plic. Zotavil se z něj, ale krátce poté, 11. ledna 1932, zemřel na zástavu srdce. Poslední rozloučení se konalo v Sokolovně Pražského Sokola v pátek 15. ledna 1932 odpoledne, kam v 15:00 hod. přijel prezident republiky Tomáš Garrigue Masaryk. Jeho pohřbu se účastnila řada osobností veřejného života, např. premiér František Udržal, předseda poslanecké sněmovny Jan Malypetr, předseda senátu František Soukup, pražský primátor Karel Baxa, náčelník hlavního štábu generál Jan Syrový, zástupci jugoslávského a polského Sokola, bulharských Junáků, celý 28. československý pěší pluk Tyršův a řada dalších. Po obřadech bylo jeho tělo zpopelněno a ostatky uloženy na Olšanských hřbitovech.
V jeho funkcích u Sokola jej 8. května 1932 nahradil dr. Stanislav Bukovský.

### Ocenění in memoriam

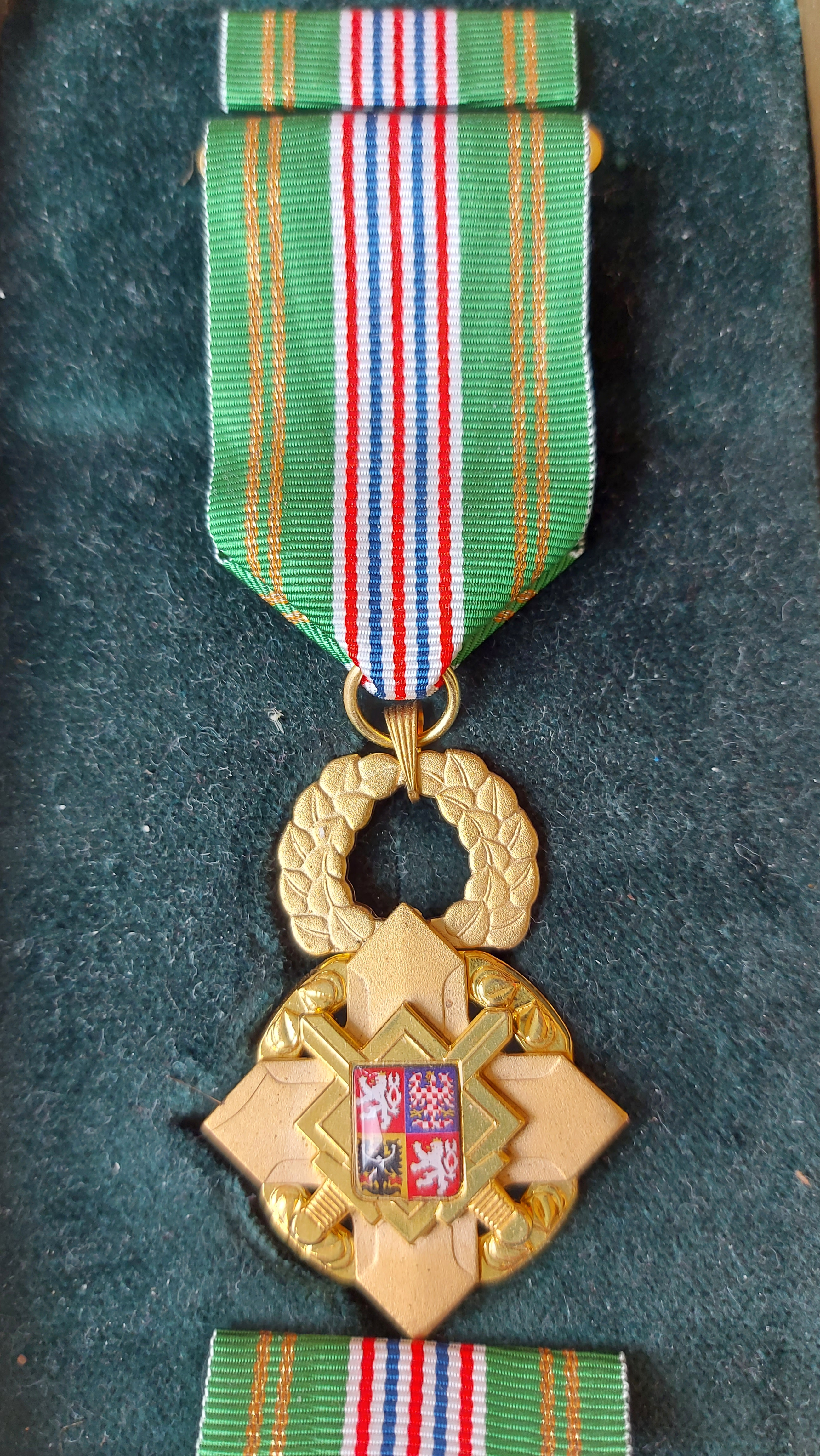
Kříž obrany státu

U příležitosti stého výročí Československé republiky byl JUDr. Josefu Scheinerovi in memoriam udělen ministrem obrany Kříž obrany státu, za zásluhy o vznik Československé republiky.

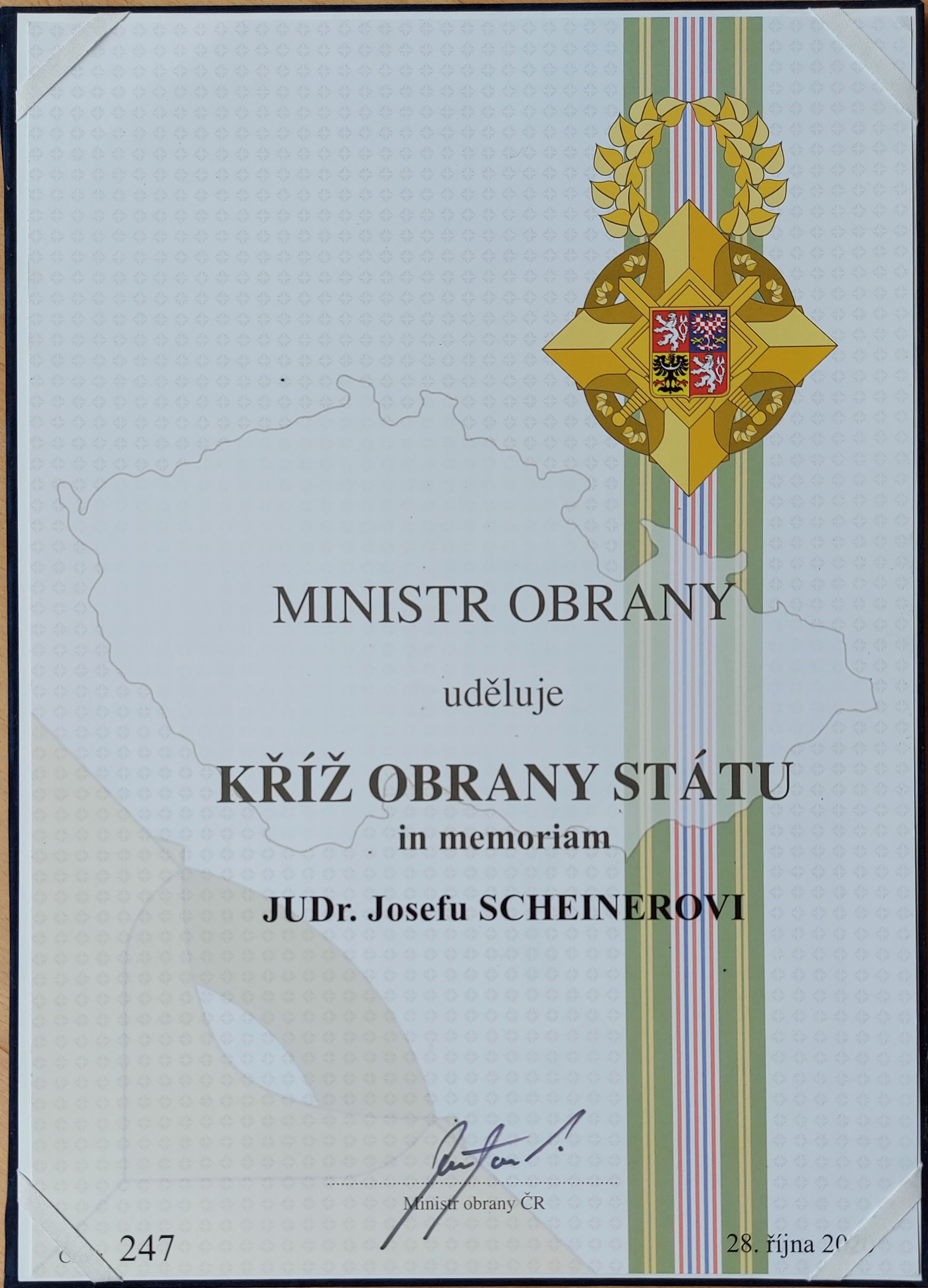
Ocenění Kříž obrany státu

## Dílo
Scheiner byl dobrý řečník i stylista. Byl autorem řady článků se sokolskou tematikou v časopise Sokol (který od roku 1887 redigoval), v Národních listech i jinde.
V letech 1906–1907 vydával v souvislosti se svou advokátní praxí sborník Hlídka rozhodnutí nejvyššího soudního dvora.
Byl rovněž milovníkem loutkového divadla. Hrál je dětem a hostům v letech 1895–1907 ve své pracovně, přičemž loutky vytvořila zčásti jeho matka, zčásti manželka, a autorem kulis byl jeho bratr-malíř Artuš Scheiner. Sám psal pro divadlo hry, některé jako adaptace starších děl (např. od Klicpery). V době nemoci, na přelomu let 1931–1932, napsal loutkovou hru Dva bratři, která se po jeho smrti hrála na sokolských slavnostech. Byla to jeho poslední literární práce.
Knižně vydal např.:
- Miroslav Tyrš : stručný nástin života a působení jeho (1884)
- Dějiny Sokolstva v prvém jeho pětadvacetiletí (1887)
- O tělesných cvičeních starých Hellenův : VI. přednáška Sokola podřipského v Lužci (1889)
- Dějiny cvičení tělesných. Díl I., Tělesná cvičení ve starém věku (1891)
- Památce Mistra Jana Husa (1899)
- Ve stopách Tyršových (1899)
- Sokolská výprava do Ameriky r. 1909 (1910)
- Památce Jindřicha Fügnera a Miroslava Tyrše (1930)
- Dva bratři : Rytířská hra o pěti jednáních s proměnou (1932), viz výše

## Rodina
- Bratr Artuš Scheiner (1863–1938) byl známý jako malíř.[30]
- Manželka Karla Pexová (1865–1945).
- Syn JUDr. Josef Scheiner ml. (známý jako Južík) (7.5.1890–1967), předseda ČS sv. lyžařů.
  - Vnuk Josef Scheiner (známý také jako Južík ml.)[32], (1923–2014)
  - Pravnuk Josef Scheiner (1946–2019) byl předsedou Sportovně-technická komise Českého badmintonového svazu.[33]
  - Prapravnučka Barbora Samohelová Scheinerová (*1970)
- Syn prof. MUDr. Jiří Scheiner (22.8.1893–1950) byl lékař.[7][34]
  - Vnuk Jiří Scheiner (1925–2001)
  - Vnučka Olga Scheinerová (1930–1990)
  - Pravnuk Jiří Scheiner (1949–??)
- Syn Miroslav Scheiner (1895–1909), zemřel jako student.

Dva synové se oženili s dcerami ředitele Živnobanky Jaroslava Preisse. JUDr. Josef Scheiner ml. pojal za svou choť Olgu Preissovou ml., MUDr. Jiří Scheiner se oženil s Jaroslavou Preissovou, která zemřela v důsledku nemoci v roce 1943.